# Mike Bordin
Pour les articles homonymes, voir Bordin.
Michael Andrew Bordin dit Mike Bordin est un batteur américain né le 27 novembre 1962 à San Francisco en Californie. Il est le batteur du groupe Faith No More et a été le batteur d'Ozzy Osbourne. Il a également collaboré avec plusieurs autres artistes : sur le projet solo de Duff McKagan, pour l'album Degradation Trip du guitariste Jerry Cantrell en 2002, ou encore pour la tournée 1999-2000 du groupe Korn.
Une particularité de ce batteur gaucher est de jouer sur un set de droitier. On parle alors de jeu « décroisé » où les avant bras ne se chevauchent pas. Peu de batteurs utilisent cette configuration, comme Billy Cobham, Gene Hoglan, Carter Beauford ou Ringo Starr.
Bordin a toujours joué sur des batteries Yamaha.